# Personalitätsprinzip
Das Personalitätsprinzip kann zwei Bedeutungen haben:

## Soziallehre
In der Christlichen Sozialethik, vor allem der katholisch begründeten, ist es neben dem Solidaritätsprinzip und dem Subsidiaritätsprinzip eines der drei Grundprinzipien der Sozialethik. Siehe dazu Personalität.

## Strafrecht
Im sogenannten internationalen Strafrecht (Strafanwendungsrecht) erweitert das Personalitätsprinzip die selbstverständliche Strafhoheit eines Staates für Taten in seinem Hoheitsgebiet (Territorialitätsprinzip) auf Taten außerhalb des Hoheitsgebietes, sofern sie von einem seiner Staatsangehörigen verübt wurden. Im deutschen Strafanwendungsrecht sind die dafür geltenden Voraussetzungen in § 5 und § 7 StGB, für Soldaten in § 1a WStG geregelt. In Österreich sind die Voraussetzungen in § 64 und 65 StGB geregelt, wobei insbesondere zu beachten ist, dass für Taten, die ein Österreicher gegen einen anderen Österreicher begeht, nach § 64 Absatz 1 Nr. 7 stets das österreichische Strafrecht gilt, wenn beide Wohnsitz oder gewöhnlichen Aufenthalt in Österreich haben. In der Schweiz gelten Art. 3 ff. StGB.

### Historisches generelles Personalitätsprinzip
Im antiken römischen Privatrecht bedeutete das Personalitätsprinzip, dass Institute des Status-, Familien- und Erbrechts (ius civile) nur römischen Bürger zuteilwurde. Die Rechtslage änderte sich erst mit Erlass der Constitutio Antoniniana (Erweiterung des Bürgerrechts) im Jahr 212 unter Caracalla. Umgekehrt musste auf Nichtbürger – was auch vor römischen Gerichten galt – das Recht ihrer Heimat angewendet werden. Da ein Heimatrecht nicht bestimmbar war, schlossen ius gentium und ius naturale die Lücken, die bei der Beteiligung von Bürgern und Nichtbürgern eines Rechtsstreits entstanden.
Das österreichische Strafgesetz 1852 legte in § 36 fest, dass auf Taten eines Österreichers im Ausland stets das österreichische Strafrecht angewandt wurde (unabhängig davon, ob die Tat am Tatort strafbar war). Dagegen galt für Inlandstaten von Ausländern ebenfalls das österreichische Strafrecht. Nach dem Anschluss Österreichs wurde diese Regelung 1940 in das deutsche Reichsstrafgesetzbuch übernommen. Nach dem Zweiten Weltkrieg führte Österreich die alten Paragraphen wieder ein. Die Bundesrepublik Deutschland behielt die Paragraphen von 1940 bei. Die DDR führte zunächst das Territorialitätsprinzip wieder ein, kehrte aber 1968 zum Personalitätsprinzip zurück (§ 80 Strafgesetzbuch (DDR)). Zum 1. Januar 1975 wurde in Österreich und in der Bundesrepublik Deutschland das Territorialitätsprinzip eingeführt (vgl. Ausnahmen oben).